# آکولینوفکا
آکولینوفکا (انگلیسی: Akulinovka) یک شهرک در بخش بوریسوفسکی استان بلگورود کشور روسیه است.